# 維爾卡 (薩爾內區)
51°12′23″N 26°7′23″E / 51.20639°N 26.12306°E
維爾卡（烏克蘭語：Вирка），是烏克蘭的村落，位於該國西部羅夫諾州，由薩爾內區負責管轄，始建於1928年，面積19.97平方公里，海拔高度165米，2001年該村落人口348。